# Lūgerd
Lūgerd (persiska: لبگرد, لوگرد) är en ort i Iran.   Den ligger i provinsen Kerman, i den centrala delen av landet, 700 km sydost om huvudstaden Teheran. Lūgerd ligger 2 435 meter över havet och antalet invånare är 216.
Terrängen runt Lūgerd är kuperad, och sluttar österut.Runt Lūgerd är det mycket glesbefolkat, med 7 invånare per kvadratkilometer. Närmaste större samhälle är Javazm, 10,4 km sydost om Lūgerd. Omgivningarna runt Lūgerd är i huvudsak ett öppet busklandskap.